# Кухианидзе, Давид Ноевич
Давид Ноевич Кухианидзе (1909 год, Зугдиди, Кутаисская губерния, Российская империя — неизвестно, Зугдиди, Грузинская ССР) — главный агроном районного отдела сельского хозяйства Зугдидского района, Грузинская ССР. Герой Социалистического Труда (1948).

## Биография
После получения высшего сельскохозяйственного образования на различных ответственных должностях в аграрной промышленности Грузинской ССР.
В послевоенные годы — главный агроном районного отдела сельского хозяйства Зугдидского района. В 1947 году обеспечил перевыполнение в целом по району планового сбора кукурузы на 35,3 %. Указом Президиума Верховного Совета СССР от 21 февраля 1948 года удостоен звания Героя Социалистического Труда за «получение высоких урожаев кукурузы и пшеницы в 1948 году» с вручением ордена Ленина и золотой медали «Серп и Молот» (№ 803).
Этим же Указом званием Героя Социалистического Труда были награждены первый секретарь Зугдидского райкома партии Маманти Илларионович Пачкория, председатель Зугдидского райисполкома Давид Михайлович Джичоная, заведующий районным отделом сельского хозяйства Варлам Михайлович Чикава и 18 тружеников различных колхозов Зугдидского района.
За перевыполнение в целом по Зугдидскому району в 1948 году планового сбора сортового зелёного чайного листа на 15,8 % награждён вторым Орденом Ленина.
После выхода на пенсию проживал в Зугдиди. С 1973 года — персональный пенсионер союзного значения. Дата смерти не установлена.
Награды
- Герой Социалистического Труда
- Орден Ленина — дважды (1948; 25.11.1950)
- Орден «Знак Почёта» (02.04.1966)
- Медаль «За оборону Кавказа» (01.05.1944)